# Lijst van vormgevingsprocessen
In deze lijst van vormgeefprocessen worden verschillende vormgevingstechnieken opgesomd, manieren om aan een uitgangsmateriaal een vorm te geven.
Toegepaste vormgeefprocessen zijn;

## A
- Abradable coating
- Afgietsel

## B
- Boren

## C
- Ceramic Injection Molding (CIM)
- Coëxtrusie
- Composiet
- Cladding

## D
- Dieptrekken
- Dip-coating
- Dompelen
- Dompelcoaten
- Draaien
- Draadvonken

## E
- Extruderen

## F
- Flowdrillen
- Forceren
- Fused deposition modeling (FDM)
- Frezen

## G
- Gieten

## H
- Handlamineren
- Honeycomb
- Honingraatpanelen
- Hydrovormen

## I
- Integraal schuim

## K
- Kalanderen
- Koolstofvezelcomposieten
- Koudpersen

## L
- Laminated object modeling (LOM)
- Lamineren
- Lasersnijden
- Lassen
- Lijmen

## M
- Metal Injection Molding (MID)
- Mechanisch vezelspuiten

## O
- Oplassen

## P
- Passiveren
- Persen
- Poederspuitgieten
- Powder Injection Molding (PIM)
- Pultrusie

## R
- Rapid manufacturing
- Rapid prototyping
- Reaction injection molding (RIM)
- Resin transfer molding (RTM)
- Rotatiegieten
- Rubberpersen

## S
- Sandwich
- Schoperen
- Schuim
- Schuren
- Slijtwillige deklaag
- Smeden
- Sheet moulding compound (SMC)
- Sinteren
- SLA (Stereolithography Apparatus), zie Stereolithografie
- Slibgieten
- SLS (Selective Laser Sintering), zie Sinteren.
- Solderen
- Spiegellassen
- Spuitgieten
- Sproeilamineren
- Structural reaction injection molding (SRIM), zie RTM
- Stereolithografie

## T
- Thermisch spuiten
- Thermovormen

## V
- Vacuümvorming
- Vacuum casting
- Verlorenwasmethode
- Verspanen
- Vonkverspanen
- VRIM (vacuüm-geassisteerd RIM), zie RTM
- Vijlen
- Vloeiboren

## W
- Walsen
- Warm persen
- Waterstraalsnijden

## Z
- Zagen
- Zinkvonken